# Pasym
Pasym (Duits: Passenheim) is een stad in het Poolse woiwodschap Ermland-Mazurië, gelegen in de powiat Szczycieński. De oppervlakte bedraagt 15,18 km², het inwonertal 2522 (2005).

## Verkeer en vervoer
- Station Pasym